# Brad Knight
Brad Knight (ur. 29 grudnia 1988 w Richmond, zm. 6 maja 2025 w Budapeszcie) – amerykański aktor pornograficzny.
23 stycznia 2016 w Hard Rock Hotel and Casino w Las Vegas, podczas 33. ceremonii wręczenia nagród przyznanych przez „Adult Video News”, został uhonorowany AVN Award w kategorii „Najlepszy debiutant”.

## Życiorys

### Wczesne lata
Urodził się w Richmond w stanie Wirginia. Ukończył college w Tampie, gdzie po godzinach dorabiał jako barman. Rozważał rozpoczęcie studiów prawniczych, zanim zdecydował się podjąć pracę w branży porno.

### Kariera
Jego kariera filmowa w branży porno rozpoczęła się w wieku 22 lat, kiedy wystąpił przed kamerą w realizacji Spunk Worthy Video Brad (2011) w scenie masturbacji. W 2014 podpisał kontrakt ze swoją pierwszą agencją z siedzibą w Los Angeles. W listopadzie 2016 podpisał kontrakt z OC Modeling. 
Występował w filmach wytwórni, takich jak TugPass.com, 3rd Degree, Blazed Studios, Brazzers Network, Diabolic Video, Reality Studio Network, BlowPass.com, Evil AngelLethal Hardcore, NaughtyAmerica.com, Zero Tolerance, Hustler Video, RealityKings.com czy The Score Group. 
W 2017 zadebiutował jako reżyser dla Blazed Studios. W 2018 wystąpił jako Jared Kushner w porno parodii xHamster Trump’s Bigger Button.

## Śmierć
Zmarł 6 maja 2025 w Budapeszcie po walce z rakiem w wieku 36 lat.

## Nagrody i nominacje
| Rok  | Nagroda        | Kategoria                                         | Film                                                       | Inni wykonawcy                                                                                  | Rezultat  |
| ---- | -------------- | ------------------------------------------------- | ---------------------------------------------------------- | ----------------------------------------------------------------------------------------------- | --------- |
| 2016 | XBIZ Award     | Najlepszy debiutant                               | –                                                          | –                                                                                               | Nominacja |
| 2016 | XRCO Award     | Najlepszy nowy ogier                              | –                                                          | –                                                                                               | Nominacja |
| 2016 | AVN Award      | Najlepszy debiutant                               | –                                                          | –                                                                                               | Wygrana   |
| 2017 | AVN Award      | Najlepsza scena seksu grupowego                   | White Out 3 (2016)                                         | Jake Jace, Marcus London, Ryan McLane i Skyler Nicole                                           | Nominacja |
| 2017 | AVN Award      | Najlepsza scena seksu grupowego                   | Slutty Mom (2015)                                          | Isiah Maxwell, James Deen, Kasey Warner, Ryan Conner i Tommy Pistol                             | Nominacja |
| 2017 | AVN Award      | Najlepsza scena seksu grupowego                   | Ginger Orgy (2016)                                         | Britney Amber, Edyn Blair, Kassondra Raine, Katy Kiss, Lauren Phillips, Mark Wood i Small Hands | Nominacja |
| 2017 | AVN Award      | Najbardziej szokująca scena seksu                 | Nursing Home Orgy (2015)                                   | Leilani Lei, Mandi McGraw, Phil Varone i Sally D’Angelo                                         | Nominacja |
| 2018 | AVN Award      | Najlepsza scena seksu oralnego                    | Kasey Warner Comes Over to Suck My Boyfriend’s Dick (2017) | Kasey Warner                                                                                    | Nominacja |
| 2018 | AVN Award      | Najlepsza scena seksu oralnego                    | Brad Knights Blow N Go Girls (2017)                        | Christiana Cinn                                                                                 | Nominacja |
| 2018 | AVN Award      | Najlepszy aktor drugoplanowy                      | Angry Wives Unleashed: Make Up Sex (2017)                  | –                                                                                               | Nominacja |
| 2018 | AVN Award      | Najlepsza scena seksu w wirtualnej rzeczywistości | Slutty Stepsisters (2017)                                  | Lily Jordan i Ziggy Star                                                                        | Nominacja |
| 2019 | AVN Award      | Najlepszy aktor – film fabularny                  | Head of the House (2017)                                   | –                                                                                               | Nominacja |
| 2022 | Fleshbot Award | Najlepsza scena oralna                            | Diamond Foxx & Brooke Beretta in Suck Some Dick (2021)     | Diamond Foxx i Brooke Beretta                                                                   | Nominacja |